# 巴博机场
巴博机场（Bandar Udara Babo）是位于印度尼西亚西巴布亚省宾图尼湾南岸小镇巴博（Babo）的机场。机场跑道原长950米，2014年8月初延长到2,400米。巴博机场有12座的小型飞机飞往索龙，飞行时间约1小时15分钟。

## 航空公司和目的地
| 航空公司 | 目的地   |
| -------- | -------- |
| 飛翼航空 | 索龙     |
| 苏西航空 | 马诺夸里 |

## 资料来源
1. ↑  .   [2017-03-10]. （原始内容存档于2017-09-06）.
2. ↑  .   [2017-03-10]. （原始内容存档于2020-08-14）.

印尼交通运输部巴博机场